# The Binding of Isaac: Rebirth
The Binding of Isaac: Rebirth (с англ. — «Жертвоприношение Исаака: Перерождение») — инди-игра в жанре roguelike, разработанная геймдизайнером Эдмундом Макмилленом и студией Nicalis. Является ремейком The Binding of Isaac. Персонаж игрока перемещается по случайно генерируемым 2D-подземельям и сражается с монстрами.
Выпуск игры состоялся 4 ноября 2014 на платформах PlayStation 4, PlayStation Vita, Microsoft Windows, Mac OS X и Linux. Позже игру портировали на Xbox One, Xbox Series X/S, New Nintendo 3DS, Wii U, iOS, Nintendo Switch и PlayStation 5.
Игра получила в основном положительные отзывы: средняя оценка 88 баллов из 100 по версии агрегатора Metacritic. Критики отмечали большую плавность игрового процесса по сравнению с оригиналом, реиграбельность и вариативность игровых предметов. С другой стороны, новый пиксельный стиль игры показался некоторым обзорщикам неудачным решением.

## Игровой процесс
Игрок управляет Исааком (Айзеком) или другим открываемым персонажем, который путешествует по подземельям с видом сверху. Оружие, с помощью которого Исаак сражается, — это его слёзы, но некоторые предметы могут заменять слезы, например артефакт Brimstone (Сера) заменяет их на заряжаемый выстрел кровавым потоком. Победив монстров, персонаж спускается на более сложные этажи подземелий. Во время путешествия персонаж подбирает улучшения, брелоки и расходники; игрок же должен максимально выгодным способом скомбинировать выпавшие объекты. Как и свойственно жанру roguelike, смерть персонажа перманентна: один раз потерпев поражение, игрок вынужден начинать новую игру, однако некоторые артефакты способны предотвратить смерть.
Каждый новый раунд игры генерируется с помощью специального «сида» (последовательности букв и цифр); введя этот «сид» в компьютер, можно переиграть тот же раунд, но при этом нельзя разблокировать новые предметы. Также существуют секретные сиды значительно меняющие игровой процесс.

## Разработка
Оригинальная The Binding of Isaac была разработана Эдмундом Макмилленом и Флорианом Химслом в 2011 году во время геймджема. Макмиллен и Химсл использовали Adobe Flash, поскольку на нём можно было легко и быстро сделать игру. Добавляя новый контент, они столкнулись с ограничениями Adobe Flash, которые затрудняли расширение игры, но они добавили новый контент в DLC Wrath of the Lamb.
После выхода The Binding of Isaac к Макмиллену обратился Тайрон Родригез из Nicalis. Он предложил услуги компании по переносу The Binding of Isaac на консоли; Макмиллен был заинтересован, но решил воссоздать игру с нуля, добавив в неё больше контента и исправив баги. The Binding of Isaac: Rebirth была анонсирована в ноябре 2012 года как консольная версия The Binding of Isaac с улучшенной графикой в 16-битном стиле и вырезанным контентом из не вышедшего второго DLC. В игре также присутствовал только локальный кооператив, так как добавление онлайн кооператива увеличило бы время разработки.
Графика была изменена на пиксельную, так как Макмиллену не понравился стиль оригинальной версии. Макмиллен проводил опрос среди поклонников на тему того, каким они хотят видеть ремейк: 37,5 % участников понравился 16-битный стиль, 53,1 % участников было всё равно и 9,5 % он не понравился. В итоге Макмиллен и Nicalis утвердили 16-битный стиль и привлекли художников для создания новой графики. В настройках игры можно включить фильтр, который сделает пиксели более размытыми. Игра включает всё содержимое из оригинальной игры и дополнения Wrath of the Lamb, а также новую главу, персонажей, врагов, предметы и комнаты. Некоторые из нововведений были вырезаны из оригинальной игры из-за ограничений Flash-движка, на котором она была сделана. Разработчики заявили, что благодаря новому движку будет меньше багов, будут по-новому сбалансированы предметы и враги, а также будет доступна поддержка консолей и Linux.
Изначально предполагалась версия для PlayStation 3.
Музыка к игре была написана Джоном Эвансом и группой Riduculon.

## Релиз
Во время пресс-конференции Gamescom 2013 в августе 2013 года, было объявлено, что игра будет доступна для загрузки на PlayStation 4 и PlayStation Vita через PlayStation Network, а для PC — через Steam. Выход состоялся в 2014 году. 1 апреля 2015 года Rebirth была шуточно анонсирована для New 3DS, Xbox One и Wii U, но на следующий день состоялся официальный анонс.
5 сентября 2014 года игра стала доступна для предзаказа, а также была названа точная дата релиза — 4 ноября. За предзаказ в Steam давали «Серные рога» (англ. Brimstone Horns) в Team Fortress 2.

## Afterbirth и Afterbirth+
В начале 2015 года было анонсировано дополнение Afterbirth; дополнение, изначально запланированное к выходу на 25 августа того же года, несколько раз переносилось и в итоге вышло лишь 30 октября. Были добавлены новые предметы, брелоки, превращения, боссы и испытания. Также появились новые персонажи:  Лилит (англ. Lilith) и Хранитель (англ. Keeper). Был введён новый режим игры «Greed mode» с новым финальным боссом, а также «Daily run», где все игроки играют в одном и том же забеге на очки. Появился новый босс «Молчание» (англ. Hush), до которого можно добраться, если быстро проходить игру.
3 января 2017 года состоялся выход DLC Afterbirth+ в сервисе Steam. Вместе с DLC игра стала поддерживать мастерскую, игроки получили доступ к инструментам для моддинга. Сама игра снова пополнилась новыми предметами и брелоками. В игру был добавлен один новый персонаж Apollyon, а также 4 новых босса, один из которых является финальным боссом нового уровня «The Void». В игру были добавлены 5 новых испытаний, усложнённый режим для «Greed Mode», «бестиарий» — список всех встреченных монстров и боссов с подробной информацией о них, ежедневные забеги в «Greed Mode», режим «Победного круга», в котором игроки могут заново пробежать все этажи со своей финальной комбинацией. Также были добавлены 3 новые трансформации персонажа.
Разработчики были намерены обновлять игру ежемесячно с добавлением лучших фанатских работ в игру. Однако из-за некоторых трудностей эти обновления не могли выходить каждый месяц. Всего таких обновлений вышло 5 и они получили свои названия — «Бустер паки» (англ. Booster packs). В общей сложности «Бустер паки» добавили 42 предмета, 9 брелоков, 1 превращение, 11 новых монстров, 1 босса, 1 новый дроп и нового персонажа Forgotten.
Первые версии Afterbirth+ многие игроки критиковали за дисбаланс, из-за чего дополнение получило смешанные отзывы.

## Repentance и Repentance+
The Binding of Isaac: Repentance (англ. «Жертвоприношение Исаака: Покаяние») — финальное дополнение, как заявляет Макмиллен в своём Twitter. Дополнение было анонсировано на выставке PAX в 2018 году. Основной контент взят с глобального мода Antibirth. В дополнении присутствует не только контент из мода, но и собственные наработки Nicalis. Дата выхода дополнения изначально была запланирована на конец 2018 года, однако в связи с увеличением масштабности дополнения дата неоднократно подвергалась переносу. Выход DLC состоялся 31 марта 2021 года.
The Binding of The Binding of Isaac: Repentance+ (англ. Жертвоприношение Исаака: Покаяние+) — бесплатное дополнение для DLC: Repentance, основным нововведением которого является онлайн кооператив. Его наработки были доступны ещё с выходом Repentance, однако, сообщения о полноценной разработке появились в сентябре 2023 года. После этого до конца года проходило альфа-тестирование обновление. Также обновление содержит улучшения существующих артефактов, которые сообщество игры посчитало достаточно "плохими" и "слабыми". Выход DLC состоялся 19 ноября 2024 года.

## Оценки и продажи
| Сводный рейтинг       | Сводный рейтинг |
| Агрегатор             | Оценка          |
| --------------------- | --------------- |
| GameRankings          | 89,42 %         |
| Metacritic            | 86/100 (PC)     |
| Иноязычные издания    |                 |
| Издание               | Оценка          |
| Destructoid           | 100/100         |
| GameSpot              | 80/100          |
| GameStar              | 85/100          |
| IGN                   | 90/100          |
| Русскоязычные издания |                 |
| Издание               | Оценка          |
| Riot Pixels           | 85 %            |

Игра получила преимущественно положительные отзывы. На сайте-агрегаторе Metacritic средняя оценка игры составляет 88 из 100 на основе 15 обзоров для платформы PC.
Летом 2018 года, благодаря уязвимости в защите Steam Web API, стало известно, что точное количество пользователей сервиса Steam, которые играли в игру хотя бы один раз, составляет 2 756 509 человек.

## Комментарии
1. ↑  Имя главного героя Isaac может передаваться как Исаак или как Айзек.